# Чамплин (город, Миннесота)
Чамплин (англ. Champlin) — город в округе Хеннепин, штат Миннесота, США. На площади 22,8 км² (21,2 км² — суша, 1,6 км² — вода), согласно переписи 2000 года, проживают 22 193 человека. Плотность населения составляет 1047,5 чел./км². 
- Телефонный код города — 763
- Почтовый индекс — 55316
- FIPS-код города — 27-10846[1]
- GNIS-идентификатор — 0641097[2]